# Fernando Gaibor
Fernando Vicente Gaibor Orellana (Montalvo, 1991. október 8. –) ecuadori válogatott labdarúgó, aki jelenleg az Al-Wasl játékosa kölcsönben az Independiente csapatától.
A válogatott tagjaként részt vett a 2016-os Copa Américán, illetve az U20-as válogatottal a 2011-es U20-as labdarúgó-világbajnokságon.

## Statisztika
| Ecuador  | Ecuador | Ecuador |
| Év       | Mérk.   | Gólok   |
| -------- | ------- | ------- |
| 2013     | 2       | 0       |
| 2014     | 0       | 0       |
| 2015     | 0       | 0       |
| 2016     | 6       | 0       |
| Összesen | 8       | 0       |

## Sikerei, díjai
- Emelec
  - Ecuadori bajnok: 2013, 2014, 2015